# Tangram

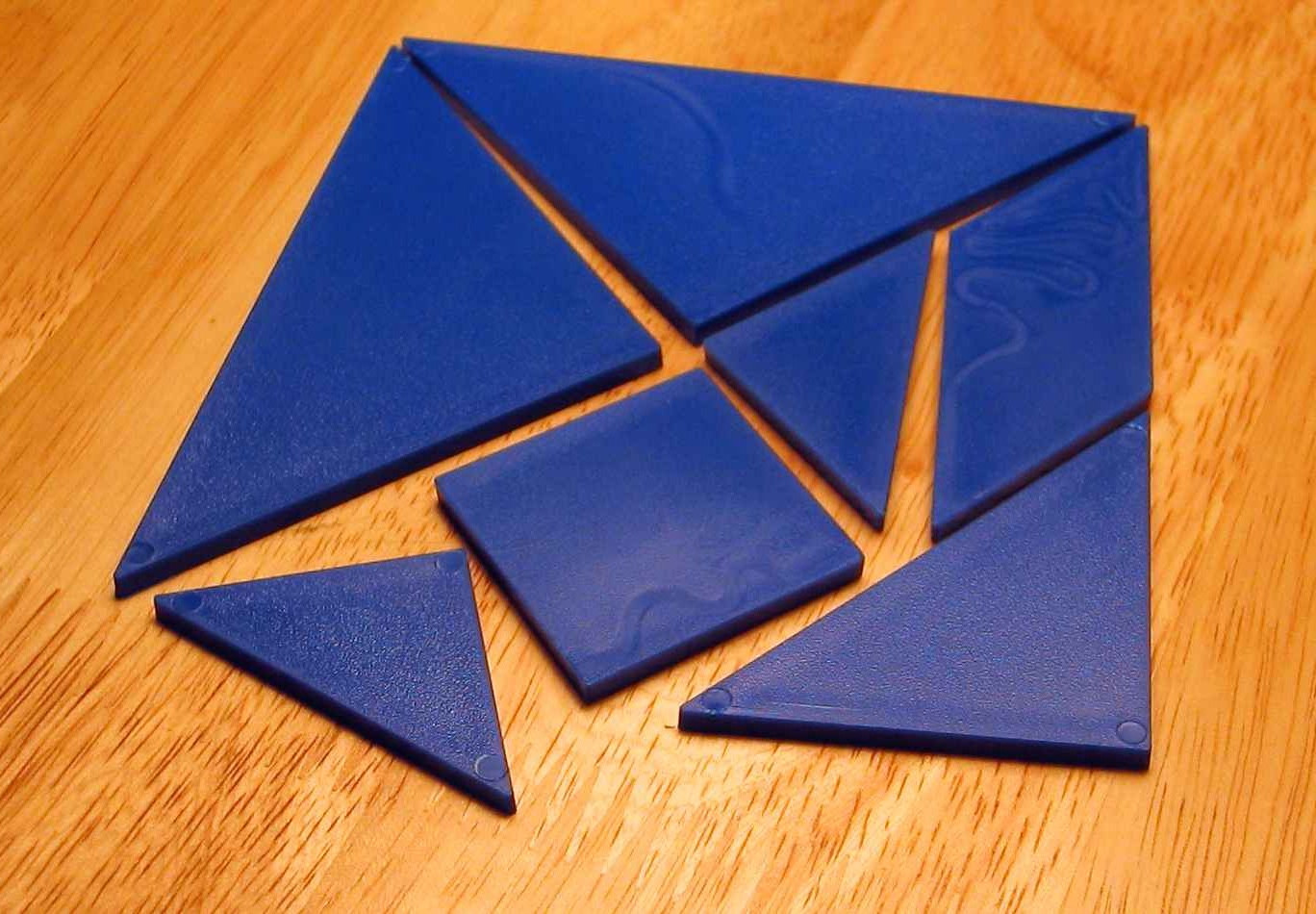
Piesele de tangram

Tangram este un joc format dintr-un pătrat, 2 triunghiuri mici, 1 triunghi mediu, 2 triunghiuri mari și un paralelogram, despre care se spune că are origine chinezească. Scopul jocului este de a forma o figură (de exemplu un animal, o plantă, un obiect).